# Jordan Torunarigha
Jordan Torunarigha (Chemnitz, 7 agosto 1997) è un calciatore tedesco naturalizzato nigeriano, difensore del Amburgo.

## Carriera

### Club
Cresciuto nelle giovanili dell'Hertha Berlino, debutta in prima squadra il 4 febbraio 2017 nel match vinto 1-0 contro l'Ingolstadt 04.
Va a segno per la prima volta 13 maggio successivo siglando la rete del definitivo 2-0 contro il Darmstadt.
Il 28 gennaio 2022 passa in prestito ai belgi del Gent.

### Nazionale
Partecipa con la nazionale Under-20 tedesca al Campionato mondiale 2017 di categoria, disputando 3 partite.
Il 18 luglio 2021, poco prima dell'inizio del torneo olimpico di Tokyo 2020, nel corso di un'amichevole con la nazionale olimpica contro l'Honduras, rimane vittima di insulti razzisti da parte di un avversario. La squadra, sostenuta dall'allenatore Stefan Kuntz, lascia il campo in segno di protesta.
Nel 2023 decide di rappresentare la Nigeria, nazionale delle sue origini, esordendo nell'amichevole vinta 3-2 contro il Mozambico.

## Statistiche

### Presenze e reti nei club
Statistiche aggiornate al 3 giugno 2017.
| Stagione             | Squadra              | Campionato           | Campionato | Campionato | Coppe nazionali | Coppe nazionali | Coppe nazionali | Coppe continentali | Coppe continentali | Coppe continentali | Altre coppe | Altre coppe | Altre coppe | Totale | Totale |
| Stagione             | Squadra              | Comp                 | Pres       | Reti       | Comp            | Pres            | Reti            | Comp               | Pres               | Reti               | Comp        | Pres        | Reti        | Pres   | Reti   |
| -------------------- | -------------------- | -------------------- | ---------- | ---------- | --------------- | --------------- | --------------- | ------------------ | ------------------ | ------------------ | ----------- | ----------- | ----------- | ------ | ------ |
| 2016-2017            | Hertha Berlino       | BL                   | 8          | 1          | CG              | 0               | 0               |                    | -                  | -                  |             | -           | -           | 8      | 1      |
| 2017-2018            | Hertha Berlino       | BL                   | 12         | 1          | CG              | 0               | 0               | UEL                | 3                  | 0                  |             | -           | -           | 15     | 1      |
| 2018-2019            | Hertha Berlino       | BL                   | 14         | 2          | CG              | 2               | 0               |                    | -                  | -                  |             | -           | -           | 16     | 2      |
| 2019-2020            | Hertha Berlino       | BL                   | 18         | 1          | CG              | 3               | 1               |                    | -                  | -                  |             | -           | -           | 21     | 2      |
| 2020-2021            | Hertha Berlino       | BL                   | 14         | 0          | CG              | 0               | 0               |                    | -                  | -                  |             | -           | -           | 14     | 0      |
| 2021-gen.2022        | Hertha Berlino       | BL                   | 7          | 0          | CG              | 0               | 0               |                    | -                  | -                  |             | -           | -           | 7      | 0      |
| Totale Herta Berlino | Totale Herta Berlino | Totale Herta Berlino | 73         | 5          |                 | 5               | 1               |                    | 3                  | 0                  |             | -           | -           | 81     | 6      |
| gen.-giu.2022        | Gent                 | D1                   | 5          | 0          | CB              | 1               | 0               | UECL               | 1                  | 0                  |             | -           | -           | 7      | 0      |
| Totale carriera      | Totale carriera      | Totale carriera      | 78         | 5          |                 | 6               | 1               |                    | 4                  | 0                  |             | -           | -           | 88     | 6      |

### Cronologia presenze e reti in nazionale
| Cronologia completa delle presenze e delle reti in nazionale ― Nigeria | Cronologia completa delle presenze e delle reti in nazionale ― Nigeria | Cronologia completa delle presenze e delle reti in nazionale ― Nigeria | Cronologia completa delle presenze e delle reti in nazionale ― Nigeria | Cronologia completa delle presenze e delle reti in nazionale ― Nigeria | Cronologia completa delle presenze e delle reti in nazionale ― Nigeria | Cronologia completa delle presenze e delle reti in nazionale ― Nigeria | Cronologia completa delle presenze e delle reti in nazionale ― Nigeria |
| Data                                                                   | Città                                                                  | In casa                                                                | Risultato                                                              | Ospiti                                                                 | Competizione                                                           | Reti                                                                   | Note                                                                   |
| ---------------------------------------------------------------------- | ---------------------------------------------------------------------- | ---------------------------------------------------------------------- | ---------------------------------------------------------------------- | ---------------------------------------------------------------------- | ---------------------------------------------------------------------- | ---------------------------------------------------------------------- | ---------------------------------------------------------------------- |
| 16-10-2023                                                             | Albufeira                                                              | Mozambico                                                              | 2 – 3                                                                  | Nigeria                                                                | Amichevole                                                             | -                                                                      | 75’                                                                    |
| Totale                                                                 |                                                                        | Presenze                                                               | 1                                                                      |                                                                        | Reti                                                                   | 0                                                                      |                                                                        |